# Municipio de Tesson Ferry
Tesson Ferry Township es un municipio inactivo del condado de San Luis, Misuri, Estados Unidos. Según el censo de 2020, tiene una población de 39 520 habitantes.
La subdivisión tiene un código censal Z1, que indica que no está en funcionamiento (non-functioning county subdivision).

## Geografía
Está ubicada en las coordenadas 38°29′31″N 90°23′12″O / 38.49194, -90.38667 (38.491966, -90.386567). Según la Oficina del Censo de los Estados Unidos, tiene una superficie total de 53.31 km², de la cual 52.11 km² corresponden a tierra firme y 1.20 km² son agua.

## Demografía
Según el censo de 2020, hay 39 520 personas residiendo en la zona. La densidad de población es de 758.40 hab./km². El 88.29% de los habitantes son blancos, el 2.80% son afroamericanos, el 0.18% son amerindios, el 2.77% son asiáticos, el 0.01% son isleños del Pacífico, el 0.72% son de otras razas y el 5.24% son de una mezcla de razas. Del total de la población, el 2.61% son hispanos o latinos de cualquier raza.